# Tyrannochthonius nanus
Espèce
Synonymes
- Morikawia nana Beier, 1966

Tyrannochthonius nanus est une espèce de pseudoscorpions de la famille des Chthoniidae.

## Distribution
Cette espèce se rencontre aux îles Salomon et en Papouasie-Nouvelle-Guinée.

## Description
Tyrannochthonius nanus mesure de 0,85 à 0,90 mm.

## Publication originale
- Beier, 1966 : Die Pseudoscorpioniden der Salomon-Inseln. Annalen des Naturhistorischen Museums in Wien, vol. 69, p. 133-159 (texte intégral).